# Susana Calandrelli
Pour les articles homonymes, voir Calandrelli.
Susana Calandrelli est une poète francophone, écrivaine, traductrice et enseignante, née à Buenos Aires le 17 janvier 1901. L’auteure a su cultiver des genres très distincts comme poésie, contes, romans, pièces de théâtre, essais, livres de lecture, et manuels d’étude. Durant sa vie, elle fait partie de nombreuses institutions culturelles et en Argentine elle dirige l’École du Service Sociale et l’Institut Supérieur de Culture Religieuse. Spécialiste en graphologie et caractérologie, elle assure des cours sur ces sujets. En 1918, elle reçoit la médaille d’or pour son poème Aux Morts ignorés et le prix d’honneur pour son poème La Liberté, poèmes primés aux Jeux floraux du Languedoc, en France. Poèmes qui font partie de son recueil en français Carillons dans l’ombre. Collaboratrice dans les journaux argentins La Nación, La Prensa, El Hogar, et dans d’autres nombreux journaux et revues argentines. Elle publie une quarantaine d’ouvrages. Son œuvre semble être très appréciée à l’étranger faisant partie des différentes encyclopédies et anthologies, comme dans le Dictionnaire Biographique de l’Amérique Latine et des Caraïbes, publié à Londres, ainsi que dans l’ Anthologie Latino-américaine publié à New York et dans des nombreuses publications en Amérique et en Europe. Certains poèmes de Calandrelli se trouvent dans l'anthologie de poésie argentine moderne [Antología de la Poesía Argentina Moderna (1896-1930)], de Julio Noé, Calandrelli apparaît parmi d'autres personnalités littéraires comme Jorge Luis Borges, Leopoldo Marechal, Ricardo Güiraldes, Oliverio Girondo, Luis Cané, Leopoldo Lugones et Alfonsina Storni, entre autres. Susana Calandrelli est décédée à Buenos Aires, sa ville natale le 21 juillet 1978.

## Œuvres publiés
- Carillons dans l’ombre, poésie en français, Buenos Aires, Imprimerie Fontana, 1921.
- Al trasluz de las horas, Buenos Aires, Imp. Rodríguez Giles, 1925.
- Cuentos alucinados, La Plata, Olivieri y Dominguez, 1932.
- Curso moderno de geografía elemental, Buenos Aires, Kapelusz, 1932, Premio de la provincia de Buenos Aires. 2da ed. 1938.
- El manuscrito de Silvia Gallus, Buenos Aires, Tor, 1934.
- Si usted fuera Flavio, obra de teatro escuchada en Radio Nacional, hacia 1930.
- El rumor del mundo, Victoria, Buenos Aires, Argentina, Ed. Serviam, 1937.
- Breve vida de N.S. Jesucristo: el evangelio, Buenos Aires, Emmanuel, 1939.
- La palabra que no se pronuncia [pról. de Carlos Obligado], Buenos Aires, Comisión Argentina de Publicaciones e Intercambio, 1939.
- Vida de N.S. Jesucristo, para niños, Buenos Aires, Editorial San Jorge, 1939.
- Cuentos de Navidad, Buenos Aires, Comisión Argentina de Publicaciones, 1940.
- Nociones de Geografía general y argentina: 3° y 4° grados, Buenos Aires, Kapelusz, 1940.
- Los ojos vacíos, Buenos Aires, Nuestra Novela N*11, 1941.
- Nuevo curso de historia argentina, 2da ed. Buenos Aires, Kapelusz, 1941.
- Maggy, de Edouard Martial Lekeux, Traduction du français par S. Calandrelli, Buenos Aires, Caritas, 1942 ; Ed. Pax et Bonum, 1946.
- Andresito y Periquito, Cuentos para niños, Buenos Aires, 1943.
- El tesoro escondido, Cuentos para niños, Buenos Aires, 1943.
- El Dios desconocido, Historia novelada de los tiempos de Cristo, novela, Buenos Aires, Emecé, 1948.
- Madre, Libro de Lectura para 4to Grado, Buenos Aires, Editorial Luis Laserre, 1955.
- Martín Fierro, Síntesis del poema de Martín Fierro, Buenos Aires, Ed. San Jorge, 1957, 1966, 1978.
- El reloj de ébano, Buenos Aires, Ediciones de Koperva. 1962; Premio de la Sociedad Argentina de Escritores, 1963.
- Leyendas cristianas de Navidad, Buenos Aires, Ed. San Jorge. 1963. Premio de la Municipalidad de Buenos Aires.
- El otro sol, cuentos, 1964.
- La verdad y el sueño, Buenos Aires, Lib.Huemul, 1964.
- Angeles en el evangelio, Buenos Aires, Ed. Paulinas, 1967.
- Los animales en el evangelio, Buenos Aires, Ed. Paulinas, 1967.
- Parábolas del evangelio, Buenos Aires, Ed. Paulinas, 1967.
- Pecadores del evangelio, Buenos Aires, Ed. Paulinas, 1967.
- Personajes de la pasión, Buenos Aires, Ed. Paulinas, 1967.
- Soldados del evangelio, Buenos Aires, Ed. Paulinas, 1967.
- A la sombra del gran templo, Buenos Aires, 1968. Premio de la Asociación  de Escritoras Católicas, 1971.
- Ese planeta llamado locura, Prólogo de Alfredo Cahn, Buenos Aires, Ediciones de Koperva, 1969. Premio de la Asociación  de Escritoras Católicas, 1971.
- El chango del Altiplano, novela, Ed. Abril SA. (Huemul, 1971, 1975, 1977).
- La Gloria, 16 cuentos argentinos, Antología de escritores argentinos, (un cuento de S. Calandrelli: La Gloria), Buenos Aires, Huemul, 1971.

- Animatrice en Radio dans, La Hora infantil. Fait partie du staff de Radio Stentor, Fée Radio Stentor 1933.
- En Radio Nacional on entend sa pièce de théâtre en trois actes : Si usted fuera Flavio.
- En cinéma metteur en scène de Blanca nieves y el Príncipe azul, Blanche Neige et le prince charmant, film inédit, 1945.